# Dracontium
Dracontium es un género con 46 especies de plantas con flores de la familia Araceae.

## Descripción
Es una planta con flores similares a las del género Amorphophallus. Se pueden distinguir por la base de la inflorescencia, que es más pequeña y unisexual. El tubérculo es grande, similar a la de Amorphophallus pero redondo, sin cicatriz central. Cuando la planta comienza a florecer, el tubérculo se hincha y suaviza.

## Taxonomía
El género fue descrito por Carlos Linneo y publicado en Species Plantarum 2: 967. 1753.  La especie tipo es: Dracontium polyphyllum L.

## Especies
- Dracontium asperum
- Dracontium cordatum
- Dracontium gigas
- Dracontium ornatum
- Dracontium repens
- Dracontium spruceanum
- Dracontium violaceum